# گلیانه، گجرات
گلیانه (به انگلیسی: Guliana) یک منطقهٔ مسکونی در پاکستان است که در ناحیه گجرات واقع شده‌است.